# ハルナックの不等式
数学におけるハルナックの不等式（ハルナックのふとうしき、英: Harnack's inequality）とは、ある正の調和函数の二点での値を関連付ける不等式で、A. Harnack (1887) によって導入された。J. Serrin (1955) と J. Moser (1961, 1964) はハルナックの不等式を、楕円型あるいは放物型偏微分方程式の解へと一般化した。ポアンカレ予想に対するグリゴリー・ペレルマンの解法では、R. Hamilton (1993) によって発見されたリッチフローに対するハルナックの不等式のある変形版が用いられている。ハルナックの不等式は、調和函数の列の収束に関するハルナックの定理を証明するためにも用いられる。また、ハルナックの不等式は、偏微分方程式の弱解の内部での正則性を示すためにも使うことができる。

## 内容
ハルナックの不等式は Rn 内の x0 を中心とする半径 R の閉球上で定義される非負函数 f に対して適用される。f がその閉球上で連続であり、その内部で調和的であるなら、|x - x0| = r < R を満たす任意の点 x に対して次が成り立つ。
{\displaystyle \displaystyle {{1-(r/R) \over [1+(r/R)]^{n-1}}f(x_{0})\leq f(x)\leq {1+(r/R) \over [1-(r/R)]^{n-1}}f(x_{0}).}}
n = 2 の場合、平面 R2 に対してこの不等式は次のように書き換えられる。
{\displaystyle {R-r \over R+r}f(x_{0})\leq f(x)\leq {R+r \over R-r}f(x_{0}).}
{\displaystyle \mathbf {R} ^{n}} 内の一般の領域 {\displaystyle \Omega } に対するハルナックの不等式は次のようなものである。{\displaystyle \omega } は {\displaystyle {\bar {\omega }}\subset \Omega } を満たす有界領域とする。このとき、次を満たすある定数 {\displaystyle C} が存在する。
{\displaystyle \sup _{x\in \omega }u(x)\leq C\inf _{x\in \omega }u(x).}
ただし {\displaystyle u(x)} は任意の二回微分可能な非負の調和函数である。定数 {\displaystyle C} は {\displaystyle u} に独立であり、定義域にのみ依存する。

## 球内でのハルナックの不等式の証明
ポアソンの公式より、
{\displaystyle \displaystyle {f(x)={1 \over \omega _{n-1}}\int _{|y-x_{0}|=R}{R^{2}-r^{2} \over R|x-y|^{n}}\cdot f(y)\,dy}}
が成立する。ただし ωn − 1 は Rn 内の単位球面の面積であり、r = |x - x0| である。
今
{\displaystyle \displaystyle {R-r\leq |x-y|\leq R+r}}
であるため、上の被積分函数の中にある核は次の不等式評価を満たす。
{\displaystyle \displaystyle {{R-r \over R(R+r)^{n-1}}\leq {R^{2}-r^{2} \over R|x-y|^{n}}\leq {R+r \over R(R-r)^{n-1}}.}}
この不等式を上述の積分に代入し、調和函数の球面についての平均はその球面の中心での函数の値と等しい、すなわち
{\displaystyle \displaystyle {f(x_{0})={1 \over R^{n-1}\omega _{n-1}}\int _{|y-x_{0}|=R}f(y)\,dy}}
という事実を用いることで、ハルナックの不等式は示される。

## 楕円型偏微分方程式
楕円型偏微分方程式に対するハルナックの不等式は、ある連結開領域内の正の解の上限は、その下限とあるデータの汎函数のノルムを含む項の和にある定数を掛けたものによって上から評価される。すなわち
{\displaystyle \sup u\leq C(\inf u+||f||)}
が成り立つ。この定数は方程式の楕円度（ellipticity）と連結開領域に依存する。

## 放物型偏微分方程式
熱方程式のような線型の放物型偏微分方程式に対しても、ハルナックの不等式は存在する。
{\displaystyle {\mathcal {M}}} を {\displaystyle \mathbb {R} ^{n}} 内のある滑らかな領域とし、次の線型の放物型作用素を考える。
{\displaystyle {\mathcal {L}}u=\sum _{i,j=1}^{n}a_{ij}(t,x){\frac {\partial ^{2}u}{\partial x_{i}\,\partial x_{j}}}+\sum _{i=1}^{n}b_{i}(t,x){\frac {\partial u}{\partial x_{i}}}+c(t,x)u.}
ここで各係数は滑らかかつ有界で、行列 {\displaystyle (a_{ij})} は正定値であるとする。{\displaystyle u(t,x)\in C^{2}((0,T)\times {\mathcal {M}})} は不等式
{\displaystyle {\frac {\partial u}{\partial t}}-{\mathcal {L}}u\geq 0}
および
{\displaystyle \quad u(t,x)\geq 0}
を満たす {\displaystyle (0,T)\times {\mathcal {M}}} 内の解とする。
{\displaystyle K} を {\displaystyle {\mathcal {M}}} のコンパクトな部分空間とし、{\displaystyle \tau \in (0,T)} を選ぶ。このとき、{\displaystyle K}、{\displaystyle \tau } および {\displaystyle {\mathcal {L}}} の係数にのみ依存するある定数 {\displaystyle \quad C>0} が存在し、各 {\displaystyle \quad t\in (\tau ,T)} に対して次が成立する。
{\displaystyle \sup _{K}u(t-\tau ,\cdot )\leq C\inf _{K}u(t,\cdot ).\,}